# アクフレ (アキテーヌ公)
アクフレ（Acfred, duc d'Aquitaine, ? - 927年）は、兄ギヨーム2世の後を継ぎ、短期間オーヴェルニュ伯およびアキテーヌ公を兼任した（在位：926年 - 927年）。アクフレは、カルカソンヌ伯アクフレド1世とアキテーヌ公ギヨーム1世の妹アドランドの末息子であり、同家の最後の直系相続人であった。「公爵」の称号は、928年の死後に発行された特許状にのみ見られる。

## 生涯
アクフレはオーヴェルニュにわずかな領地しか所有しておらず、そのほとんどは遥か以前に有力者の私有地となっていた。現存する特許状によると、アクフレはリヨネーやヴレーを支配していなかったが、ヴレーにはいくらかの領地を所有していた。また、その他の領地は、オーヴェルニュとジェヴォーダンに散在していた。しかし、いくつかの城は所有していた。927年、アクフレは遺言状を作成し、伯領の残りをすべて家臣に譲渡した。
アデマール・ド・シャバンヌはエブレ・マンゼールを後継者と記したが、エブレがオーヴェルニュに居住していたことを示す同時代の文書は存在しない。しかし、エブレがオーヴェルニュへの領有権を主張していたことは確かである。しかし、エブレだけが領有権を主張したわけではない。940年から941年の間、トゥールーズ伯レーモン・ポンスがこの地域を支配し、955年にはアキテーヌ公ギヨーム3世が侵攻して領有権を主張した。